# Sebúlcor
Sebúlcor è un comune spagnolo di 273 abitanti situato nella comunità autonoma di Castiglia e León.